# ギリシア哲学者列伝

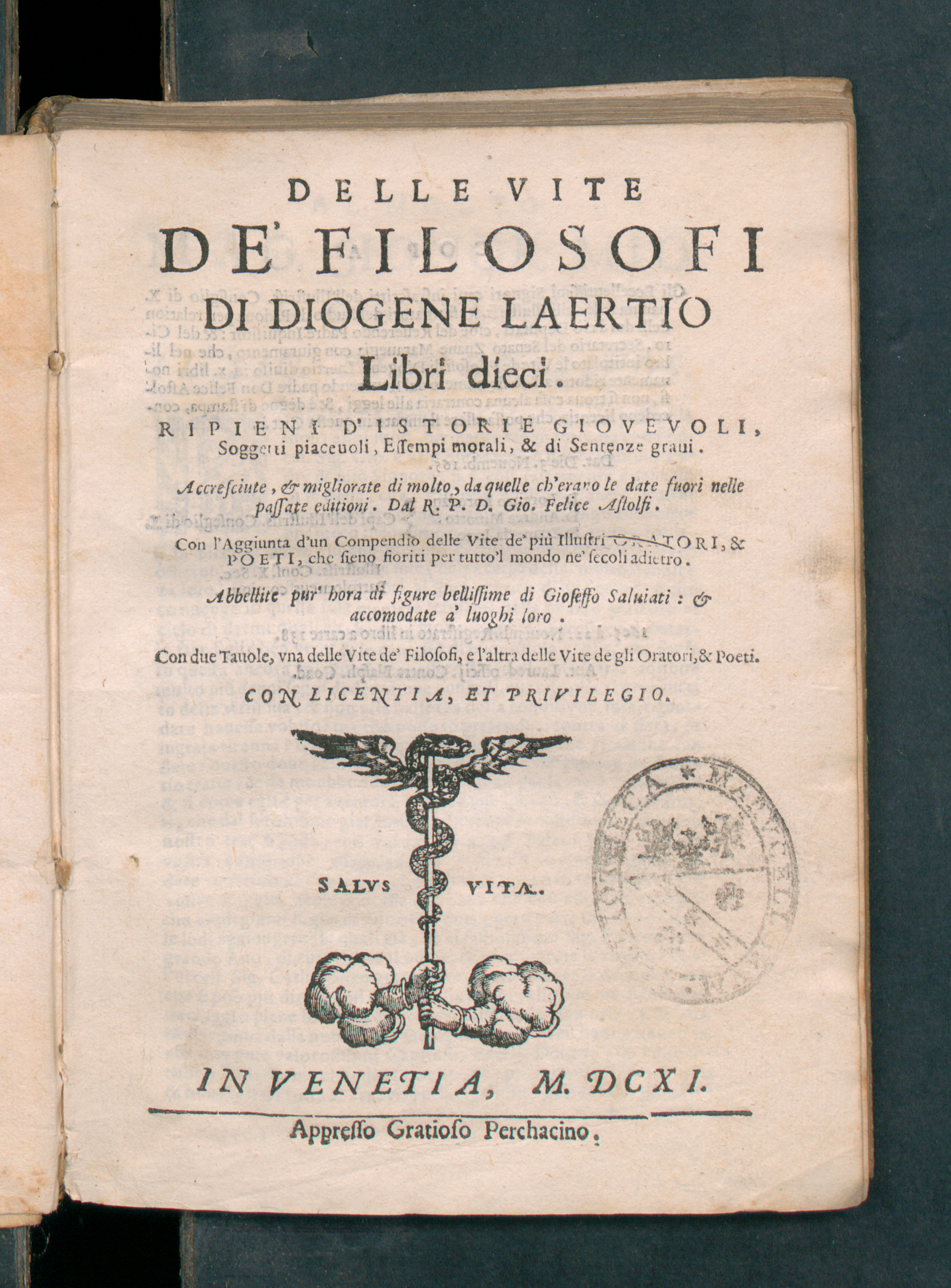
Delle vite dei filosofi, 1611

『ギリシア哲学者列伝』（希: Βίοι καὶ γνῶμαι τῶν ἐν φιλοσοφίᾳ εὐδοκιμησάντων、英: Lives and Opinions of Eminent Philosophers）は、ディオゲネス・ラエルティオスによって、3世紀前半にギリシア語で書かれた、古代ギリシアの哲学者たちの生涯・学説・著書や逸話などの情報を集成した書物。
「200人以上の著者、300冊以上の書物」から収集・引用されたとされる情報が集められており、真偽の怪しい情報も数多く含まれ、また異なる著者による内容的に相違した伝聞情報が頻繁に併記されるなど、資料としての価値・情報精度に疑問符も付くが、古代ギリシアの哲学者たちをこれほど網羅的に扱った古代史料は珍しく貴重なため、参考程度の情報源として重宝されている。

## 名称
本書は様々な名称で呼ばれてきており、主なものとして、以下のようなものがある。
- 『哲学者伝』 （ポティオス（9世紀）、H・S・ロング校訂本、ジカンテ伊訳）
- 『哲学において著名な人たちの生涯、学説、および警句について、十巻』 （フロベニウス1533年刊、ステファヌス1570年版、H・G・ヒューブナー校訂本）
- 『哲学者たちの生涯と学説の集成、十巻』 （中世写本）
- 『哲学者たちの中で著名な人たちの生涯と意見、及び各学派の学説の要約的集成』 （中世写本）
- 『著名な哲学者たちの生涯』 （ヒックス校訂本1925年）
- 『著名な哲学者たちの生涯と意見』 （ヨング英訳1853年、アーペルト独訳1921年）

## 動機・背景
本書の冒頭にある序章で、本書執筆の動機・背景が書かれている。それによると、ギリシア人としての強い矜持・愛族心を持ったディオゲネス・ラエルティオスが、「哲学の営みは異民族（バルバロイ）の間で起こった」と主張する人々を反駁すべく、ギリシア哲学の系譜と学説を、詳細に明らかにしようと本書を執筆したことが分かる。
また、プラトンを扱った第3巻において、著者ディオゲネスが「プラトン愛好者のとある人物」に対して「あなたは〜」と語りかける記述があり（47節）、本書がそもそもはその特定人物に献呈される目的で書かれたものであることが暗示されている。エピクロスを扱った最終第10巻でも、同じように「あなたが〜」と言及するくだりがある（29節）。この「あなた」については、プラトンの熱烈な愛好者であったアリアという女性か、皇帝セプティミウス・セウェルスの妃ユリア・ドムナであったという説があるが、真相は定かではない。
また、それぞれの哲学者の項目で、その哲学者を風刺した自作のエピグラム（短詩）を掲載するなど、自己顕示欲も覗かせている。

## 構成
全10巻の構成は、以下の通り。
- 第1巻 - 七賢人など
  - 序章
  - 第1章 タレス
  - 第2章 ソロン
  - 第3章 キロン
  - 第4章 ピッタコス
  - 第5章 ビアス
  - 第6章 クレオブロス
  - 第7章 ペリアンドロス
  - 第8章 アナカルシス
  - 第9章 ミュソン
  - 第10章 エピメニデス
  - 第11章 ペレキュデス
- 第2巻 - ソクラテス及びその先行者たちと仲間たち
  - 第1章 アナクシマンドロス
  - 第2章 アナクシメネス
  - 第3章 アナクサゴラス
  - 第4章 アルケラオス
  - 第5章 ソクラテス
  - 第6章 クセノポン
  - 第7章 アイスキネス
  - 第8章 アリスティッポス
  - 第9章 パイドン
  - 第10章 エウクレイデス
  - 第11章 スティルポン
  - 第12章 クリトン
  - 第13章 シモン
  - 第14章 グラウコン
  - 第15章 シミアス
  - 第16章 ケベス
  - 第17章 メネデモス
- 第3巻 - プラトン
  - 第1章 プラトン
- 第4巻 - アカデメイア派
  - 第1章 スペウシッポス
  - 第2章 クセノクラテス
  - 第3章 ポレモン
  - 第4章 クラテス（アテナイの）
  - 第5章 クラントル
  - 第6章 アルケシラオス
  - 第7章 ビオン
  - 第8章 ラキュデス
  - 第9章 カルネアデス
  - 第10章 クレイトマコス
- 第5巻 - ペリパトス派（逍遥学派）
  - 第1章 アリストテレス
  - 第2章 テオプラストス
  - 第3章 ストラトン
  - 第4章 リュコン
  - 第5章 デメトリオス（パレロンの）
  - 第6章 ヘラクレイデス
- 第6巻 - キュニコス派
  - 第1章 アンティステネス
  - 第2章 ディオゲネス
  - 第3章 モニモス
  - 第4章 オネシクリトス
  - 第5章 クラテス
  - 第6章 メトロクレス
  - 第7章 ヒッパルキア
  - 第8章 メニッポス
  - 第9章 メネデモス（キュニコス派の）
- 第7巻 - ストア派
  - 第1章 ゼノン
  - 第2章 アリストン
  - 第3章 ヘリロス
  - 第4章 ディオニュシオス
  - 第5章 クレアンテス
  - 第6章 スパイロス
  - 第7章 クリュシッポス
- 第8巻 - ピュタゴラス派
  - 第1章 ピュタゴラス
  - 第2章 エンペドクレス
  - 第3章 エピカルモス
  - 第4章 アルキュタス
  - 第5章 アルクマイオン
  - 第6章 ヒッパソス
  - 第7章 ピロラオス
  - 第8章 エウドクソス
- 第9巻 - エレア派、原子論、その他
  - 第1章 ヘラクレイトス
  - 第2章 クセノパネス
  - 第3章 パルメニデス
  - 第4章 メリッソス
  - 第5章 ゼノン（エレアの）
  - 第6章 レウキッポス
  - 第7章 デモクリトス
  - 第8章 プロタゴラス
  - 第9章 ディオゲネス（アポロニアの）
  - 第10章 アナクサルコス
  - 第11章 ピュロン
  - 第12章 ティモン
- 第10巻 - エピクロス
  - 第1章 エピクロス

## 内容

### 分類
ディオゲネスは、冒頭の序章で、本書で述べられる哲学の大まかな流れを概説している。まず、タレスからペレキュデスまでの「賢人」たちがいて、その次に、タレスから学んだアナクシマンドロスに始まるイオニア学派と、ペレキュデスに学んだピュタゴラスに始まるイタリア学派の2派の哲学潮流が生まれたとする。
本書では、この3分類に従って、
- 第1巻 - 賢人たち
- 第2巻-第7巻 - イオニア学派の系譜
- 第8巻-第10巻 - イタリア学派の系譜

の順で記述している。
ディオゲネスの分類では、ソクラテスや、その系譜を引き継ぐアリスティッポス（キュレネ派）、パイドン（エリス学派）、エウクレイデス（メガラ学派）、プラトン（アカデメイア派）、アリストテレス（ペリパトス派・逍遙学派）、キュニコス派、ストア派などは、イオニア学派の系譜に入れられ、他方のエレア派、原子論、エピクロスなどは、イタリア学派の系譜に入れられている。
しかし実際には、プラトンはイオニア学派よりもピュタゴラス学派やエレア派に影響を受けているなど、上記の単純過ぎる分類には現実から乖離した強引過ぎる面もある。また、ソフィストのプロタゴラスを彼より30歳年下の原子論者デモクリトスに教えを受けたと記述するなど、明らかな誤りも見られる。

## 日本語訳

### 全訳
- 『ギリシア哲学者列伝』上中下、加来彰俊訳、岩波書店〈岩波文庫 青663-1,2,3〉
  - 上: 1巻-4巻、1984年、NDLJP:12215797、ISBN 978-4003366318
  - 中: 5巻-7巻、1989年、NDLJP:12215422、ISBN 978-4003366325
  - 下: 8巻-10巻、1994年、NDLJP:12291222、ISBN 978-4003366332

### 部分訳
- 『エピクロス 教説と手紙』出隆・岩崎允胤訳、岩波書店〈岩波文庫 青606-1〉、1959年。ISBN 4003360613。
- 「プラトン伝」脇條靖弘・木下昌巳訳、『プラトン哲学入門』中畑正志編訳、京都大学学術出版会〈西洋古典叢書〉、2008年。ISBN 9784876981809
- 「プラトン」村治能就訳、『プラトン全集 別巻』角川書店、1977年。ISBN 978-4045109119

ほか、『ソクラテス以前哲学者断片集』や『ギリシア詞華集』に本書の一部がある。